# Charsenoi
Charsenoi (russisch Харсеной, tschetschenisch Хьорсана) ist ein Dorf (selo) in Tschetschenien mit 160 Einwohnern (Stand 14. Oktober 2010). In der Periode der Zwangsumsiedlung der tschetschenischen Bevölkerung des Gebietes von 1944 bis Ende der 1950er Jahre trug das Dorf die russische Bezeichnung Dalneje.

## Geografie
Charsenoi liegt im nördlichen Teil des Großen Kaukasus am Martan, einem rechten Nebenfluss der Sunscha, knapp 50 km Luftlinie südlich der Republikhauptstadt Grosny. Charsenoi gehört zum Schatoiski rajon, befindet sich etwa 12 km westnordwestlich von dessen Verwaltungszentrum Schatoi und ist Sitz der Landgemeinde Charsenoiskoje selskoje posselenije, zu der außerdem das Dorf Maly Charsenoi („Klein-Charsenoi“, etwa 4 km nordwestlich) gehört.

## Persönlichkeiten
- Doku Umarow (1964–2013), Terrorist